# Gundakar Ludwig von Althann
Gundakar Ludwig von Althann (Zwentendorf an der Donau, 15 maggio 1665 – Vienna, 28 dicembre 1747) è stato un nobile, generale e diplomatico austriaco.

## Biografia

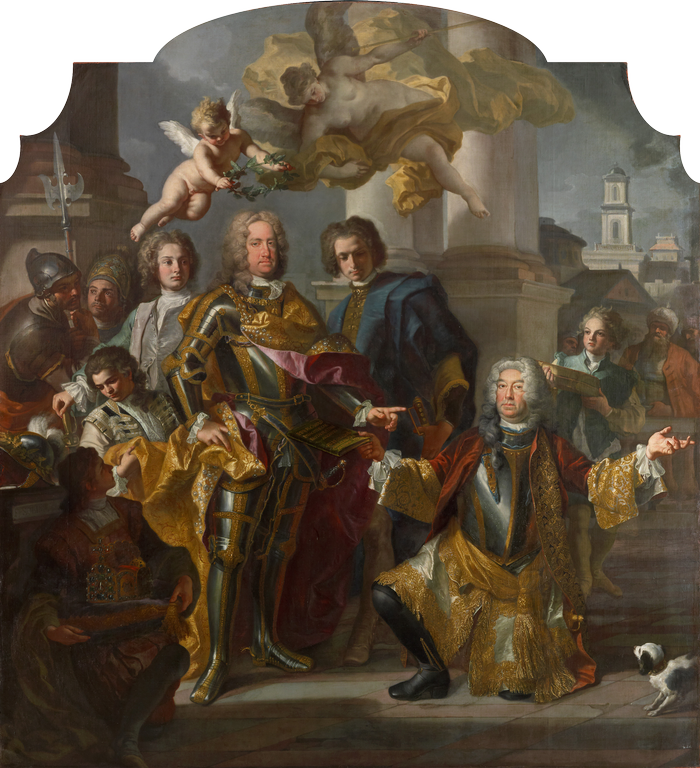
"Gundacker von Althann presenta all'imperatore Carlo VI l'inventario delle collezioni imperiali", dipinto di Francesco Solimena, 1728

Figlio di Johann Christoph von Althann (1633 - 8 dicembre 1706) e della sua prima moglie Anna Franziska von Laiming (1638 - 1667), entrò giovanissimo nella vita militare e prese parte alla guerra di successione spagnola ed alla guerra austro-turca.
Predispose la ricostruzione della fortezza di Raab, la costruzione dell'Invalidenhaus a Budapest, della biblioteca di corte a Vienna, oltre all'ampliamento del monastero di Klosterneuburg e alla ristrutturazione del castello di Laxenburg. Durante il periodo nel quale fu Oberststallmeister ospitò nel palazzo della Stallburg la pinacoteca imperiale e fondò l'Accademia imperiale delle Belle Arti, affidandone la direzione a Jacob van Schuppen.
A Vienna, fece costruire per la sua famiglia palazzo Althann.

## Matrimonio e figli
Nel 1706 sposò la contessa Maria Elisabeth Wratislav von Mitrowitz (1677 - 3 dicembre 1732). Dopo la morte di questa, si risposò con la contessa Anna Maria von Althann (7 settembre 1703 - 6 dicembre 1754) il 14 agosto 1735. Dal primo matrimonio ebbe cinque figli, tutti premortigli e senza eredi; il secondo matrimonio rimase senza figli.

## Albero genealogico
|                                      |   |                                             | Genitori                       |  |  | Nonni |  |  | Bisnonni              |  |  | Trisnonni            |  |
|                                      |   |                                             |                                |  |  |       |  |  | Christoph von Althann |  |  | Wolfgang von Althann |  |
|                                      |   |                                             |                                |  |  |       |  |  | Christoph von Althann |  |  | Wolfgang von Althann |  |
|                                      |   | Anna von Pötting                            |                                |  |  |       |  |  | Christoph von Althann |  |  |                      |  |
| Quintin Leon Leo von Althann         |   |                                             |                                |  |  |       |  |  | Christoph von Althann |  |  |                      |  |
|                                      |   | Elisabeth Teufel von Guntersdorf            | Georg Teufel von Guntersdorf   |  |  |       |  |  |                       |  |  |                      |  |
|                                      |   | Elisabeth Teufel von Guntersdorf            | Georg Teufel von Guntersdorf   |  |  |       |  |  |                       |  |  |                      |  |
|                                      |   | Elisabeth Teufel von Guntersdorf            | Josephine von Windisch Graetz  |  |  |       |  |  |                       |  |  |                      |  |
| Johann Christoph von Althann         |   | Elisabeth Teufel von Guntersdorf            |                                |  |  |       |  |  |                       |  |  |                      |  |
|                                      |   | Reichard "il vecchio" Streun zu Schwarzenau | Wolfgang Streun zu Schwarzenau |  |  |       |  |  |                       |  |  |                      |  |
|                                      |   | Reichard "il vecchio" Streun zu Schwarzenau | Wolfgang Streun zu Schwarzenau |  |  |       |  |  |                       |  |  |                      |  |
|                                      |   | Reichard "il vecchio" Streun zu Schwarzenau | Anna von Hohenfeld             |  |  |       |  |  |                       |  |  |                      |  |
| Anna Katharina Streun zu Schwarzenau |   | Reichard "il vecchio" Streun zu Schwarzenau |                                |  |  |       |  |  |                       |  |  |                      |  |
|                                      |   | Regina von Tschernembl                      | Johann IV von Tschernembl      |  |  |       |  |  |                       |  |  |                      |  |
|                                      |   | Regina von Tschernembl                      | Johann IV von Tschernembl      |  |  |       |  |  |                       |  |  |                      |  |
|                                      |   | Regina von Tschernembl                      | Barbara von Starhemberg        |  |  |       |  |  |                       |  |  |                      |  |
| Gundakar Ludwig von Althann          |   | Regina von Tschernembl                      |                                |  |  |       |  |  |                       |  |  |                      |  |
|                                      | ? | ?                                           |                                |  |  |       |  |  |                       |  |  |                      |  |
|                                      | ? | ?                                           |                                |  |  |       |  |  |                       |  |  |                      |  |
|                                      | ? | ?                                           |                                |  |  |       |  |  |                       |  |  |                      |  |
| ?                                    | ? |                                             |                                |  |  |       |  |  |                       |  |  |                      |  |
|                                      |   | ?                                           | ?                              |  |  |       |  |  |                       |  |  |                      |  |
|                                      |   | ?                                           | ?                              |  |  |       |  |  |                       |  |  |                      |  |
|                                      |   | ?                                           | ?                              |  |  |       |  |  |                       |  |  |                      |  |
| Anna Franziska von Laiming           |   | ?                                           |                                |  |  |       |  |  |                       |  |  |                      |  |
|                                      |   | ?                                           | ?                              |  |  |       |  |  |                       |  |  |                      |  |
|                                      |   | ?                                           | ?                              |  |  |       |  |  |                       |  |  |                      |  |
|                                      |   | ?                                           | ?                              |  |  |       |  |  |                       |  |  |                      |  |
| ?                                    |   | ?                                           |                                |  |  |       |  |  |                       |  |  |                      |  |
|                                      |   | ?                                           | ?                              |  |  |       |  |  |                       |  |  |                      |  |
|                                      |   | ?                                           | ?                              |  |  |       |  |  |                       |  |  |                      |  |
|                                      |   | ?                                           | ?                              |  |  |       |  |  |                       |  |  |                      |  |
|                                      |   | ?                                           |                                |  |  |       |  |  |                       |  |  |                      |  |